# Jacques Dorfmann (arbitre)
Pour les articles homonymes, voir Jacques Dorfmann et Dorfmann.
Jacques Dorfmann (né le 12 février 1933 à Paris et mort à Antibes le 14 juillet 2017) est un arbitre de tennis, juge-arbitre du tournoi de Roland Garros dès 1954 et directeur du tournoi de 1969 à 1988.

## Biographie
Jacques Dorfmann décide de devenir arbitre en 1954 car il n'avait pas les moyens d'acheter des places pour Roland-Garros. Juge-arbitre adjoint à Monte-Carlo en 1960, il obtient son premier poste de titulaire en 1963 au Tennis club du Touquet, dirigé par Jacques Iemetti. Il contribue à faire connaître le club en organisant des tournois devenus prestigieux, dont la coupe Annie Soisbault et la coupe Jean Becker (devenue en la Coupe Jean Borotra puis, en 2004 la Coupe Davis Junior). En 1975, il devient directeur des compétitions à la Fédération française de tennis.
Gérant d'un cabinet d'assurances, il officie comme arbitre bénévole des plus grands tournois de tennis en France. Avec près de 15 000 matches arbitrés pendant plus de 30 ans, il a exercé lors de celui qui a vu la victoire du Français Yannick Noah contre Mats Wilander en trois sets, le 5 juin 1983. Son dernier grand match est la rencontre entre Henri Leconte et Mats Wilander, le 5 juin 1988, remportée par le Suédois. N'ayant pas de diplômes, il est contraint de laisser sa place en 1988 à une époque où l'arbitrage devient professionnel.
Il est à l'origine de la première participation, en 1977, au tournoi de Roland-Garros de John McEnroe, après l'avoir inscrit hors délais.
Jacques Dorfmann était également un passionné du jeu de bridge. Il était classé 1ère série Pique par la Fédération Française de Bridge. Il jouait encore le tournoi Interclubs en mai 2017, alors que sa maladie était très avancée
Il meurt le 14 juillet 2017 à Antibes à l'âge de 84 ans.

## Ouvrages
- Jacques Dorfmann, Fenêtres sur courts, Juan-les-Pins, Éditions Alma, 1989, 216 p. (ISBN 978-2-911178-22-1, présentation en ligne)
- Jacques Dorfmann et Éric Revel, Libre arbitre, Éditions JC Lattès, 1989, 214 p. (ISBN 978-2-7096-0787-2)